# Atlantische Hurrikansaison 2012
Die Atlantische Hurrikansaison 2012 beginnt offiziell am 1. Juni und endet am 30. November. Während dieser Periode bilden sich üblicherweise die meisten Hurrikane, da nur zu dieser Zeit geeignete Bedingungen existieren, wie etwa ein warmer Ozean, feuchte Luft und wenig Windscherung, um die Bildung von tropischen Wirbelstürmen zu ermöglichen. Die Saison 2012 startete jedoch vorzeitig mit der Bildung des tropischen Sturms Alberto am 19. Mai. Auch der zweite benannte Sturm der Saison, Beryl, entstand vor dem offiziellen Saisonbeginn am 26. Mai. Es war das erste Mal seit der atlantischen Hurrikansaison 1951, dass sich vor dem offiziellen Saisonbeginn zwei Stürme bildeten.
Stürme im Pazifischen Ozean sind im Artikel Pazifische Hurrikansaison 2012 gelistet.

## Saisonprognosen
Voraussagen über die Aktivität der kommenden Hurrikansaison werden jedes Jahr durch die Hurrikanexperten Philip J. Klotzbach und William M. Gray und ihren Mitarbeitern an der Colorado State University und separat durch die Meteorologen der NOAA sowie vom Konsortium Tropical Storm Risk erstellt.
Klotzbachs Team definierte die durchschnittliche Anzahl von Stürmen pro Saison im Durchschnitt (1950–2000) auf 9,6 tropische Stürme, 5,9 Hurrikane und 2,3 schwere Hurrikane (also solche, die auf der Saffir-Simpson-Hurrikan-Windskala zumindest in die Kategorie 3 eingestuft werden). Eine normale Saison, wie sie durch die NOAA festgelegt wurde, besteht aus 9–12 benannten Stürmen, von denen 5–7 Hurrikanstärke erreichen und 1–3 schwere Hurrikane werden.

### Prognosen vor Beginn der Saison
Am 7. Dezember 2011 gab Tropical Storm Risk (TSR), ein öffentliches Konsortium aus Experten für Versicherungen, Risikomanagement und saisonale Klimavorhersagen am University College London, eine mittelfristige Vorhersage aus, die für 2012 eine überdurchschnittliche Hurrikansaison annimmt. In dem Bericht stellte TSR fest, dass die tropische Zyklonaktivität etwa 49 Prozent über dem Durchschnitt der Jahre 1950 bis 2010 legen könnte, wobei 14,1 (± 4,2) tropische Stürme, 6,7 (± 3,0) Hurrikane und 3,3 (± 1,6) schwere Hurrikane sowie ein kumulierter ACE-index von 117 (± 58) erwartet wurden.
Am 21. Dezember 2011 gab Weather Services International (WSI) eine Vorhersage heraus, die von einer nahezu durchschnittlichen Hurrikansaison 2012 ausgeht. In dieser Vorhersage wies WSI darauf hin, dass eine seit einem Jahrzehnt nicht mehr verzeichnete kühlere North Atlantic Oscillation im Zusammenspiel mit der sich abschwächenden La Niña zu einem durchschnittlichen Saisonverlauf führen werde, mit zwölf benannten Stürmen, darunter sieben Hurrikane, von denen drei die Kategorie 3 oder höher erreichen könnten. Diese Vorhersage ging des Weiteren von einer fast durchschnittlichen Wahrscheinlichkeit eines Hurrikans mit Landfall in den Vereinigten Staaten aus, wobei das Risiko für die Golfküste leicht höher und für die Ostküste der Vereinigten Staaten leicht niedriger als durchschnittlich errechnet wurde.

## Stürme

### Sturmnamen
In der atlantischen Hurrikansaison 2012 wurden die folgenden Namen verwendet:
Alberto, Beryl, Chris, Debby, Ernesto, Florence, Gordon, Helene, Isaac, Joyce, Kirk, Leslie, Michael, Nadine, Oscar, Patty, Rafael, Sandy und Tony.
Nicht verwendet wurden Valerie und William.
Diese Liste wurde im Jahre 2018 wieder verwendet, vorbehaltlich der Namen, die durch die World Meteorological Organization im Frühjahr 2013 möglicherweise ersetzt wurden. Diese Liste ist identisch mit der Liste für die Atlantische Hurrikansaison 2006.

### Tropischer Sturm Alberto
Der erste tropische Sturm der Saison im Atlantik bildete sich am 19. Mai um 17 Uhr Ortszeit (21 Uhr UTC) vor der Küste des US-Bundesstaates South Carolina und erhielt den Namen Alberto. Seine Windgeschwindigkeit im Zentrum betrug 75 km/h bei einem Luftdruck von 1007 hPa. Das System bewegte sich zunächst in südwestlicher Richtung und erreichte noch am gleichen Tag mit Windgeschwindigkeiten von 95 km/h und einem Luftdruck von 995 hPa seine größte Stärke. Alberto war der früheste tropische Sturm der Saison im Atlantik seit Ana im Jahr 2003. Und zum ersten Mal in der Geschichte der Aufzeichnungen bildete sich sowohl im Atlantik als auch im östlichen Pazifik ein tropischer Sturm vor dem offiziellen Saisonbeginn am 1. Juni. Am 21. Mai kam Alberto mit seiner Südwest-Bewegung in Höhe von Jacksonville, Florida zum Stillstand, drehte um und bewegte sich in nordöstlicher Richtung weiter, während er an Stärke verlor. Am Abend des gleichen Tages wurde Alberto zu einem tropischen Tiefdruckgebiet herabgestuft. Einen Tag später wurde Alberto außertropisch.
- Sturmarchiv zu Tropensturm Alberto. NHCs, abgerufen am 29. August 2024 (englisch).
- Grafikenarchiv zu Tropensturm Alberto. NHCs, abgerufen am 29. August 2024 (englisch).
- Tropical Cyclone Report on Tropical Storm Alberto. (PDF; 159 kB) NHCs, abgerufen am 29. August 2024 (englisch).

### Tropischer Sturm Beryl
Am 23. Mai entwickelte sich ein längliches Tiefdruckgebiet über der nordwestlichen Karibik und bewegte sich nach Nordosten. Zunächst gab es kein klares Zentrum und die Windscherung war ungünstig für die Entwicklung. Am nächsten Tag befand sich das System in der Floridastraße, und das Nationale Hurricane Center wies auf mögliche günstigere Bedingungen innerhalb von zwei Tagen hin. Das System zog weiter nach Nordosten und entwickelte eine gut definierte Zirkulation mit Konvektion, die sich unter einem Höhentief befand. Am 26. Mai erklärte das NHC das Tiefdruckgebiet deswegen zum subtropischen Sturm Beryl. Zu diesem Zeitpunkt befand sich Beryl 490 km östlich von Charleston, South Carolina. Ein Hochdruckrücken lenkte Beryl dann westwärts und danach in südwestlicher Richtung. Einen Tag später verstärkte sich Beryl in einen vollwertigen tropischen Sturm und erreichte seinen Höhepunkt mit Windgeschwindigkeiten von 110 km/h und einem minimalen Luftdruck von 992 hPa. Mit dieser Intensität machte Beryl an diesem Tag Landfall in der Nähe von Jacksonville Beach, Florida. Kurz danach schwächte er sich zu einem tropischen Tiefdruckgebiet ab. Während der beiden folgenden Tage zog das System über Land zunächst nach Südwesten, nach Norden und schließlich nach Nordosten und lud dabei über Nordflorida, dem Osten von Alabama und dem Süden Georgias hohe Regenmengen ab. Beryls Landgang am 28. Mai war der stärkste in der US-Geschichte, der sich nicht in der Saison bildete. Der Sturm war zudem verantwortlich für 4 direkte und 2 indirekte Todesopfer.
- NHCs Sturmarchiv zu Tropensturm Beryl (englisch)
- NHCs Grafikenarchiv zu Tropensturm Beryl (englisch)
- NHCs Tropical Cyclone Report on Tropical Storm Beryl (englisch; PDF; 301 kB)

### Hurrikan Chris
Am 17. Juni entwickelte sich aus einer stationären Front in der Nähe von Bermuda ein Tiefdruckgebiet. Über dem warmen Wasser des Golfstroms und infolge geringer Windscherung eignete sich das System am folgenden Tag allmählich tropische Eigenschaften an, und am Nachmittag des 19. Juni, nachdem die tiefe Gewittertätigkeit eine ausreichend lange Zeit Bestand gehabt hatte, klassifizierte das National Hurricane Center das System als tropischen Sturm und nannte diesen Chris. Am 21. Juni verstärkte sich Chris, obwohl sich der Sturm über relativ kühlem Wasser von weniger als 22 °C Oberflächentemperatur bewegte, zum ersten Hurrikan der Saison. Über noch kühleres Wasser gelangend schwächte sich Chris schon sechs Stunden später wieder zu einem tropischen Sturm ab.
Früh am 22. Juni begann durch den Einfluss eines größeren nichttropischen Tiefs südlich des Sturms der Übergang des Sturms in eine post-tropische Zyklone. Nachdem der Sturm seine tropischen Eigenschaften verloren hatte und von dem nichttropischen Tiefdruckgebiet absorbiert wurde, gab das NHC im Tagesverlauf des 22. Juni seine letzte Warnung zu Chris bekannt.
Chris war der im Jahresverlauf drittfrühste tropische Sturm seit Beginn der Aufzeichnung, nur zwei Stürme in den Jahren 1887 und 1959 bildeten sich früher. Chris war auch der zweitnördlichste tropische Sturm seit Beginn der Wetteraufzeichnungen im Jahr 1851. Nur der Tropische Sturm Alberto im Jahr 1988 wurde nördlicher zu einem tropischen Sturm hochgestuft.
- NHCs Sturmarchiv zu Hurrikan Chris (englisch)
- NHCs Grafikenarchiv zu Hurrikan Chris (englisch)
- NHCs Tropical Cyclone Report on Hurricane Chris (englisch; PDF; 2,9 MB)

### Tropischer Sturm Debby
Mitte Juni entstand in der zentralen Karibik ein Gebiet niedrigen Luftdrucks, dass am 22. Juni die Yucatán-Halbinsel überquerte und Richtung Norden in den Golf von Mexiko zog. Das Gebiet verstärkte sich am nächsten Tag in einen tropischen Sturm, der den Namen Debby erhielt. Debby bewegte sich am 24. und 25. Juni sehr langsam und war fast stationär und konnte sich nicht mehr sonderlich verstärken. Der Sturm befand sich am 25. Juni stationär 140 km südlich von Apalachicola, Florida. Am folgenden Tag schwächte sich Debby beim Annähern der Westküste Floridas zu einem schwachen tropischen Sturm ab, der Windgeschwindigkeiten von 65 km/h besaß und dennoch einen ungewöhnlich niedrigen Luftdruck von 992 hPa aufwies. Über Taylor County, Florida, traf der Sturm mit Windgeschwindigkeiten von 65 km/h auf Festland, wo er sich zu einem tropischen Tiefdruckgebiet abschwächte und fast die gesamte Konvektion verlor. Am 27. Juni wurde Debby außertropisch. Die Reste des Sturms zogen Richtung Nordosten in den offenen Atlantik und lösten sich am 30. Juni vollständig auf. Debby war der im Saisonverlauf früheste vierte Sturm, der je im Atlantik beobachtet wurde – der zuvor früheste vierte Sturm bildete sich 2005 mit Hurrikan Dennis am 5. Juli.
- NHCs Sturmarchiv zu Tropensturm Debby (englisch)
- NHCs Grafikenarchiv zu Tropensturm Debby (englisch)
- NHCs Tropical Cyclone Report on Tropical Storm Debby (englisch; PDF; 685 kB)

### Hurrikan Ernesto
Ab dem 30. Juli beobachtete das National Hurricane Center eine tropische Welle und stellte fest, dass das System gute Anzeichen auf eine weitere Entwicklung zeigte. Aufgrund der günstigen Bedingungen organisierte sich langsam Konvektion. Nachdem das System Anzeichen einer Zirkulation aufwies, begann das National Hurricane Center am 1. August mit der Ausgabe von Warnungen zum tropischen Tiefdruckgebiet Fünf. Zu diesem Zeitpunkt befand sich das Tiefdruckgebiet etwa 1305 km östlich der Insel über dem Winde und bewegte sich west-nordwestwärts. In den der Bildung folgenden zwölf Stunden war das System aufgrund westlicher Windscherung nicht gut organisiert, doch am 2. August wurden bei einem Flug der Hurricane Hunters Windgeschwindigkeiten in Sturmstärke festgestellt, sodass das National Hurricane Center das System zu einem tropischen Sturm hochstufte und diesem den Namen Ernesto gab. Am nächsten Tag bewegte sich der Sturm sehr nah an St. Lucia vorbei. Die Station auf der Insel meldete Höchstgeschwindigkeiten von 100 km/h. Am selben Tag zog Ernesto in die Karibische See und das National Hurricane Center prognostizierte, dass Ernesto sich aufgrund der guten Bedingungen zur weiteren Entwicklung möglicherweise in einen Kategorie-1-Hurrikan verstärken könnte. Dementsprechend gab Jamaika am 4. August eine Sturmwarnung heraus, da Ernesto gefährlich nah an der Insel vorbeiziehen könnte. Am nächsten Tag gaben auch die Kaimaninseln und Honduras Warnungen heraus. Als sich Ernesto am Montagmorgen, dem 6. August der westlichen Karibik näherte und auf ein Gebiet moderater Windscherung und trockener Luft traf, hatte seine rasante Intensivierung ein Ende gefunden und Ernestos Konvektion verschwand. Am 7. August begann sich der Sturm allerdings wieder zu organisieren und wurde am selben Nachmittag noch ein Kategorie-1-Hurrikan. Um 3:15 Uhr UTC am 8. August geht Ernesto in Quintana Roo, Mexiko an der Grenze zu Belize mit Höchstgeschwindigkeiten von 140 km/h an Land. Schnell verlor Ernesto über Land seine Konvektion und schwächte sich zu einem tropischen Sturm ab. In der Bucht von Campeche verstärkt sich Ernesto allerdings erneut zu einem starken tropischen Sturm, fast schon zu einem schwachen Hurrikan, und macht seinen zweiten und letzten Landgang in der Nähe von Coatzacoalcos, Mexiko. Über dem bergigen Mexiko schwächt sich Ernesto schnell ab. Ein Teil der Reste von Ernesto zog in den Pazifik und entwickelte sich am 11. August in den tropischen Sturm Hector.
Der Sturm wurde in der Nachanalyse des National Hurricane Centers zu einem Kategorie-2-Hurrikan eingestuft.
- NHCs Sturmarchiv zu Hurrikan Ernesto (englisch)
- NHCs Grafikenarchiv zu Hurrikan Ernesto (englisch)
- NHCs Tropical Cyclone Report on Hurricane Ernesto (englisch; PDF; 1,0 MB)

### Tropischer Sturm Florence
Am 1. August löste sich eine tropische Welle von der Küste Afrikas. Am nächsten Tag begann das National Hurricane Center sie zu überwachen. Die Welle begann sich langsam zu organisieren und wurde spät am 3. August als tropisches Tiefdruckgebiet Sechs klassifiziert. Am folgenden Tag hatte es sich soweit verstärkt, dass es zum tropischen Sturm Florence wurde. Zunächst waren die Bedingungen zur weiteren Entwicklung günstig, sodass Florence sich zu einem moderaten tropischen Sturm verstärken konnte. Als der Sturm westnordwestlich zog und auf trockene und stabile Luft traf, war diese Entwicklung jedoch vorerst beendet und Florence schwächte sich am 6. August in ein tropisches Tiefdruckgebiet ab. Zu diesem Zeitpunkt hatte Florence fast all ihre Konvektion verloren und degenerierte am Abend desselben Tages zu einem außertropischen Resttief.
- NHCs Sturmarchiv zu Tropensturm Florence (englisch)
- NHCs Grafikenarchiv zu Tropensturm Florence (englisch)
- NHCs Tropical Cyclone Report on Tropical Storm Florence (englisch; PDF; 1,0 MB)

### Tropischer Sturm Helene
Am Abend des 6. August begann das National Hurricane Center eine sich sehr rasch bewegende tropische Welle in der Nähe der Kapverdischen Inseln zu beobachten. Die Zirkulation des Systems fing am nächsten Tag an sich zu organisieren, die Gewittertätigkeit war allerdings noch sehr unorganisiert. Im Laufe der nächsten Tage konnte sich das System so stark organisieren und hatte genug Konvektion, um am 9. August östlich der Inseln über dem Winde als tropisches Tiefdruckgebiet Sieben klassifiziert zu werden. Ein Flug der Hurricane Hunters am Morgen des 11. August ergab, dass das tropische Tiefdruckgebiet nicht mehr die Sturmstärke eines Tiefdruckgebietes hatte und sich in eine tropische Welle abgeschwächt hatte. Daraufhin gab das National Hurricane Center seine letzte Warnung zu dem System heraus. Die Reste des Tiefdruckgebietes zogen weiter und überquerten am 14. August Zentralamerika. In der Bucht von Campeche begannen sie sich wieder zu organisieren, nachdem sie zwei Tage stationär dort lagen. Am 17. August hatten sie sich soweit organisiert, dass sie sich in einen tropischen Sturm verstärkten und dieser den Namen Helene bekam. Am Morgen des 18. August ging Helene als ein schwacher tropischer Sturm mit Windgeschwindigkeiten von 65 km/h etwas südlich von Tampico an Land. Über Land schwächte sich Helene rasch zu einem tropischen Tiefdruckgebiet ab und degenerierte spät am 18. August zu einem Resttief.
- NHCs Sturmarchiv zu Tropensturm Helene (englisch)
- NHCs Grafikenarchiv zu Tropensturm Helene (englisch)
- NHCs Tropical Cyclone Report on Tropical Storm Helene (englisch; PDF; 165 kB)

### Hurrikan Gordon
Anfang August lag ein Gebiet von Konvektion zwischen den Kapverdischen Inseln und der Westküste Afrikas. Nachdem es über die Inseln hinweg gezogen war, zog es weiter Richtung Westen-Nordwesten und traf auf kühlere Gewässer, die das System abschwächten. Die Schauer- und Gewitteraktivität ging auch zurück. Als das System weiter Richtung Norden gezogen war, traf es allmählich auf ein Gebiet von günstigen Bedingungen und wurde am 15. August als Tropisches Tiefdruckgebiet Acht klassifiziert. Zu diesem Zeitpunkt befand es sich rund 1000 km ostsüdöstlich von Bermuda. 12 Stunden nach seiner Bildung verstärkt sich das Tiefdruckgebiet in einen tropischen Sturm und bekam den Namen Gordon. Am nächsten Tag drehte Gordon und zog Richtung Osten. Deshalb wurde erwartet, dass der Sturm in der Nähe der Azoren außertropisch wird, da in diesem Gebiet vertikale Windscherung herrscht. Obwohl Gordon am 18. August genau in dieses Gebiet zog, entwickelte sich ein Auge und der Sturm wurde zu einem Hurrikan. Als das Auge mehr und mehr sichtbar wurde, aktualisierte das National Hurricane Center Gordon am 19. August zu einem Hurrikan der Kategorie 2. Auch wenn Gordon sich jetzt abschwächte und nur noch ein Kategorie-1-Hurrikan war, zog der Sturm früh am 20. August direkt über die Insel Santa Maria, Azoren. Später am selben Tag schwächte sich Gordon in einen tropischen Sturm ab und wurde am Abend des 20. August außertropisch.
- NHCs Sturmarchiv zu Hurrikan Gordon (englisch)
- NHCs Grafikenarchiv zu Hurrikan Gordon (englisch)
- NHCs Tropical Cyclone Report on Hurricane Gordon (englisch; PDF; 155 kB)

### Hurrikan Isaac
Am 17. August begann das National Hurricane Center eine tropische Welle zu beobachten, die sich an der Westküste Afrikas befand. Am nächsten Tag begann sich die Welle zu organisieren und baute langsam eine Zirkulation auf. Nachdem sie am 21. August Konvektion aufgebaut hatte, klassifizierte das National Hurricane Center sie am selben Tag zum tropischen Tiefdruckgebiet Neun. Zu diesem Zeitpunkt befand sich das Tiefdruckgebiet 1150 km östlich der Inseln über dem Winde. Am Abend desselben Tages beobachtete ein Flug der Hurricane Hunters Winde in Sturmstärke, sodass das National Hurricane Center das Tiefdruckgebiet in einen tropischen Sturm heraufstufte und diesem den Namen Isaac gab. Trotz dieser Verstärkung blieb Isaac unorganisiert und war nur ein schwacher tropischer Sturm mit Höchstgeschwindigkeiten von 75 km/h, da er noch in einem Gebiet trockener Luft lag. Am Nachmittag des 22. August zog Isaac direkt südlich an Guadeloupe vorbei ins Karibische Meer und begann allmählich sich zu organisieren. Spät am 24. August beobachteten die Hurricane Hunters eine gut definierte Zirkulation, was das National Hurricane Center dazu veranlasste, Isaac zu einem starken tropischen Sturm mit Windgeschwindigkeiten von 110 km/h und einem minimalen Luftdruck von 990 hPa hochzustufen. Früh am 25. August entwickelte Isaac ein schwaches Auge, blieb aber noch unter der Schwelle eines Hurrikans, bevor er über Haiti hinwegzog. Während der Sturm über Land lag, löste sich Isaacs Zirkulation weitgehend auf und Isaac war nur noch ein schwacher tropischer Sturm mit wenig Konvektion. Als der Tropensturm dann Richtung Nordwesten zog, zog er genau an der Nordküste Kubas entlang. Früh am 26. August baute Isaac wieder Konvektion auf und verstärkte sich in der Floridastraße wieder in einen starken tropischen Sturm. Am folgenden Tag senkte Isaac seinen Luftdruck sehr, sodass er bei Windgeschwindigkeiten von 110 km/h einen minimalen Luftdruck von 975 hPa besaß. Um 16:20 Uhr UTC am selben Tag erreichte der Sturm, 115 km südsüdöstlich der Mündung des Mississippi River Hurrikanstatus. Nach der raschen Intensivierung ging Isaac um 23:45 Uhr UTC am 28. August mit Windgeschwindigkeiten von 130 km/h südwestlich des Mundes des Mississippi River an Land. Nach dem Landgang zog Isaac wieder über Gewässer und machte seinen zweiten und letzten Landgang am 29. August um 7:15 Uhr UTC über Lafourche Parish, Louisiana. Am Nachmittag des 29. August schwächte sich Isaac über dem Süden Louisianas zu einem tropischen Sturm ab. Als Isaac immer weiter ins Landesinnere zog, schwächte sich der Sturm am Abend des 30. August über Arkansas zu einem tropischen Tiefdruckgebiet ab. Im Verlauf der nächsten 2 Tage zog Isaac über Arkansas hinweg nach Missouri. Dabei schwächte sich Isaac immer weiter ab und besaß nur noch Windgeschwindigkeiten von 45 km/h. Trotzdem reichten seine äußeren Regenbänder über Iowa und Illinois bis nach Wisconsin und brachten dort Regen. Am 1. September verlor Isaac seine tropischen Eigenschaften und löste sich 115 km westsüdwestlich von Columbia, Missouri vollständig auf.
Der heraufziehende Tropensturm hatte unter anderem zur Folge, dass auf der Guantanamo Bay Naval Base auf Kuba aus Sicherheitsgründen eine Anhörung von mutmaßlichen Verschwörern der Terroranschläge vom 11. September 2001 vor einem Militärtribunal abgesagt werden musste.
- NHCs Sturmarchiv zu Hurrikan Isaac (englisch)
- NHCs Grafikenarchiv zu Hurrikan Isaac (englisch)
- NHCs Tropical Cyclone Report on Hurricane Isaac (englisch; PDF; 2,3 MB)

### Tropischer Sturm Joyce
Früh am 20. August berichtete das National Hurricane Center, dass sich eine tropische Welle mit Schauern und Gewittern zwischen der Westküste Afrikas und den Kapverdischen Inseln befinde. Im Laufe des nächsten Tages konnte sich die Welle immer mehr organisieren, sodass sie am 22. August 1450 km westsüdwestlich der Kapverdischen Inseln als tropisches Tiefdruckgebiet Zehn klassifiziert wurde. Das Tiefdruckgebiet konnte sich am 23. August weiterentwickeln, sodass es sich in einen tropischen Sturm verstärkte und den Namen Joyce bekam. Joyce zog am selben Tag allerdings in ein Gebiet von starker Windscherung und konnte sich nicht mehr entwickeln. Daraufhin schwächte sich der Sturm in ein tropisches Tiefdruckgebiet ab und degenerierte am 24. August zu einem Resttief.
- NHCs Sturmarchiv zu Tropensturm Joyce (englisch)
- NHCs Grafikenarchiv zu Tropensturm Joyce (englisch)
- NHCs Tropical Cyclone Report on Tropical Storm Joyce (englisch; PDF; 148 kB)

### Hurrikan Kirk
Am 22. August begann das National Hurricane Center mit der Beobachtung einer starken tropischen Welle, die sich von der Küste Afrikas löste. Die Welle wanderte west-nordwestwärts in den Zentralatlantik, wobei sie sich langsam entwickelte, bis sie sich am 28. August soweit organisiert hatte, um etwa auf halber Strecke zwischen den Inseln über dem Winde und den Azoren befindlich als tropisches Tiefdruckgebiet Elf klassifiziert zu werden. Sechs Stunden später wurde das System zu einem tropischen Sturm heraufgestuft und erhielt den Namen Kirk. Am 30. August verstärkte sich Kirk in einen Hurrikan der Kategorie 1. Am folgenden Tag erreichte der Hurrikan seinen Höhepunkt mit Windgeschwindigkeiten von 165 km/h und einem minimalen Luftdruck von 970 hPa als ein Hurrikan der Kategorie 2. Wegen sehr kühleren Gewässern und starker Windscherung begann Kirk sich abzuschwächen. Am 2. September wurde Kirk außertropisch.
- NHCs Sturmarchiv zu Hurrikan Kirk (englisch)
- NHCs Grafikenarchiv zu Hurrikan Kirk (englisch)
- NHCs Tropical Cyclone Report on Hurricane Kirk (englisch; PDF; 215 kB)

### Hurrikan Leslie
Am 27. August löste sich eine tropische Welle von der Westküste Afrikas und zog in den Atlantik. Nachdem sie am Anfang noch zunächst sehr unorganisiert war, bildete das System früh am 30. August Konvektion. Später am selben Tag stufte das NHC die Welle zum tropischen Tiefdruckgebiet Zwölf hoch. Zu diesem Zeitpunkt befand sich das Tiefdruckgebiet etwa 1905 km östlich der Inseln über dem Winde. Aufgrund guter Bedingungen verstärkte sich das System noch am selben Abend in den tropischen Sturm Leslie. Nachdem sich Leslie am 31. August in einen starken tropischen Sturm entwickelt hatte, begann Windscherung sie zu schwächen. 6 Tage lang hielt Leslie den Status als ein tropischer Sturm, bis sie am 5. September ein Auge bildete und das NHC sie zu einem Hurrikan aktualisierte. Am 11. September traf Leslie mit Windgeschwindigkeiten von 110 km/h als starker tropischer Sturm auf Neufundland und wurde rasch außertropisch.
- NHCs Sturmarchiv zu Hurrikan Leslie (englisch)
- NHCs Grafikenarchiv zu Hurrikan Leslie (englisch)
- NHCs Tropical Cyclone Report on Hurricane Leslie (englisch; PDF; 3,5 MB)

### Hurrikan Michael
Am 2. September begann das NHC mit der Überwachung einer tropischen Welle, die sich nordwestlich der Kapverdischen Inseln befand. Später am selben Tag konnte die Welle sich mehr und mehr organisieren und bildete eine Zirkulation. Am folgenden Tag hatte sich das System dann genug organisiert, um am selben Tag als tropisches Tiefdruckgebiet Dreizehn klassifiziert zu werden. Auch am 4. September setzte das Tiefdruckgebiet seine rasche Entwicklung fort und verstärkte sich zunächst in einen tropischen Sturm, der den Namen Michael bekam. Am 5. September begann Michael eine rapide Intensivierung und verstärkte sich in nur wenigen Stunden in einen Kategorie-3-Hurrikan mit einem gut definierten Auge. Nach Michaels Höhepunkt begann der Hurrikan am 6. September eine Abschwächungsphase und schwächte sich in einen starken Hurrikan der Kategorie 2 ab. Bis zum 9. September blieb Michael ein Kategorie-2-Hurrikan, bis er sich an diesem Tag in einen Kategorie-1-Hurrikan abschwächte. Am folgenden Tag schwächte sich der Hurrikan rapide in einen tropischen Sturm ab und wurde am 11. September über kühlen Gewässern außertropisch.
- NHCs Sturmarchiv zu Hurrikan Michael (englisch)
- NHCs Grafikenarchiv zu Hurrikan Michael (englisch)
- NHCs Tropical Cyclone Report on Hurricane Michael (englisch; PDF; 346 kB)

### Hurrikan Nadine
Spät am 7. September löste sich eine große tropische Welle von der Westküste Afrikas und zog in den Atlantik. Am folgenden Tag organisierte sich die Gewitteraktivität der tropischen Welle immer mehr, sodass das NHC eine mittlere Chance zur Bildung eines tropischen Tiefdruckgebiets gab. Obwohl die Welle in den nächsten Tagen auf ein Gebiet trockener Luft traf, gab das NHC dem System am 10. September eine hohe Chance. Am 11. September hatte sich die Störung dann soweit organisiert, dass sie um 15:00 Uhr UTC an diesem Tag als tropisches Tiefdruckgebiet Vierzehn klassifiziert wurde. In der Nacht zum 12. September bildete das Tiefdruckgebiet zunehmend Konvektion auf, sodass es am frühen Morgen zum tropischen Sturm Nadine hochgestuft wurde. Nachdem Nadine wegen eines subtropischen Rückens im Südwesten gezwungen war, nach Nordwesten zu ziehen, konnte sich der Sturm immer mehr intensivieren und entwickelte andauernde Windgeschwindigkeiten von 110 km/h, was einem starken tropischen Sturm entspricht. Als spät am 13. September jedoch moderate Windscherung einsetzte, schwächte sich Nadine ein wenig ab. Trotzdem konnte sich der Sturm am 15. September um 3:00 Uhr UTC in einen Hurrikan der Kategorie 1 verstärken. Nach der Verstärkung trat in Nadines Umfeld vermehrt Windscherung ein, die den Hurrikan am frühen Morgen des 17. Septembers in einen tropischen Sturm abschwächte. Der Sturm setzte seinen ostwärts gerichteten Kurs fort und zog langsam südlich der Azoren entlang. Um 10:00 Uhr UTC am 18. September wurden die ersten Warnungen für die Inseln Flores und Corvo herausgegeben. Am 20. September meldete Flores Windgeschwindigkeiten von 75 km/h. Am 21. September büßte Nadine einen Großteil der tropischen Eigenschaften ein und wurde deshalb als starker subtropischer Sturm reklassifiziert, bevor das System früh am 22. September als post-tropisch erklärt wurde. Vom frühen Morgen des 23. Septembers an wies Nadine jedoch zunehmend tropische Eigenschaften auf und wurde deshalb um 15:00 Uhr UTC erneut zu einem tropischen Sturm erklärt. Kurz darauf drehte Nadine ihre Richtung und zog fortan Richtung Westen südlich der Azoren vorbei und zog damit auch gegen den Golfstrom. Am 28. September konnte sich Nadine ein zweites Mal in einen Hurrikan verstärken, ehe sie sich noch am selben Tag wieder in einen tropischen Sturm abschwächte. Im Laufe des Nachmittags konnte sich Nadine allerdings ein drittes Mal in einen Hurrikan verstärken und wies am 30. September eine Windgeschwindigkeit von 150 km/h bei einem Luftdruck von 979 hPa auf. Am 1. Oktober erlebte Nadine allerdings eine rasante Abschwächung und war nur noch ein tropischer Sturm. Aufgrund kühler Gewässer und moderater Windscherung konnte sich der Sturm auch in den folgenden 2 Tagen nicht mehr entwickeln und schwächte sich weiter ab. Am 4. Oktober hatte Nadine nur noch Windgeschwindigkeiten von 75 km/h und war so nur noch ein schwacher tropischer Sturm. Später am selben Tag wurde Nadine mit einer Kaltfront nördlich der Azoren zusammengeführt und wurde eine außertropische Zyklone.
- NHCs Sturmarchiv zu Hurrikan Nadine (englisch)
- NHCs Grafikenarchiv zu Hurrikan Nadine (englisch)
- NHCs Tropical Cyclone Report on Hurricane Nadine (englisch; PDF; 1,3 MB)

### Tropischer Sturm Oscar
Am 30. September bildete sich westlich von den Kapverdischen Inseln ein Gebiet niedrigen Luftdruckes. Am folgenden Tag konnte sich das Gebiet wegen guter Bedingungen immer besser organisieren, sodass es an diesem Tag eine hohe Chance bekam, zu einem tropischen Tiefdruckgebiet zu werden. Am 2. Oktober war das Gebiet so weit organisiert, um am nächsten Tag als tropisches Tiefdruckgebiet Fünfzehn klassifiziert zu werden. In der Nacht zum 4. Oktober konnte sich das Tiefdruckgebiet weiter verstärken und wurde so am frühen Morgen des 4. Oktobers zum tropischen Sturm Oscar. Im Laufe des Tages konnte sich Oscar weiter organisieren und hatte bis zum Abend Windgeschwindigkeiten von 75 km/h und einen minimalen Luftdruck von 1000 hPa, was einem schwachen tropischen Sturm entspricht. Am 5. Oktober erreichte Oscar seinen Höhepunkt mit Windgeschwindigkeiten von 85 km/h und einen minimalen Luftdruck von 994 hPa, bevor er noch am selben Tag von einem großen außertropischen Tiefdruckgebiet absorbiert wurde.
- NHCs Sturmarchiv zu Tropensturm Oscar (englisch)
- NHCs Grafikenarchiv zu Tropensturm Oscar (englisch)
- NHCs Tropical Cyclone Report on Tropical Storm Oscar (englisch; PDF; 342 kB)

### Tropischer Sturm Patty
Anfang Oktober entstand nordöstlich der Bahamas ein Gebiet niedrigen Luftdruckes. Zunächst konnte sich das System langsam entwickeln und baute langsam Konvektion auf. Nachdem aber starke Windscherung einsetzte, war die rasche Intensivierung des Systems zunächst aber beendet. Als das NHC die Beobachtung des Gebiets schon eingestellt hatte, organisierte sich dieses rapide und entwickelte am 11. Oktober eine geschlossene Zirkulation, was das NHC dazu veranlasste, es um 15:00 Uhr UTC zum tropischen Tiefdruckgebiet Sechzehn einzustufen. Nur 6 Stunden später stufte das NHC das Tiefdruckgebiet in einen tropischen Sturm herauf, der den Namen Patty erhielt. Früh am 12. Oktober erreichte der Sturm mit andauernden Windgeschwindigkeiten von 75 km/h und einem minimalen Luftdruck von 1005 hPa seinen Höhepunkt. Starke Windscherung sorgte am selben Abend dennoch dafür, dass sich Patty in ein tropisches Tiefdruckgebiet abschwächte. Am folgenden Tag hatte der Sturm schon fast seine gesamte Konvektion verloren und war nur noch eine schwache Zirkulation. Das NHC veröffentlichte um 15:00 Uhr UTC an diesem Tag die letzte Warnung zu Patty.
- NHCs Sturmarchiv zu Tropensturm Patty (englisch)
- NHCs Grafikenarchiv zu Tropensturm Patty (englisch)
- NHCs Tropical Cyclone Report on Tropical Storm Patty (englisch; PDF; 148 kB)

### Hurrikan Rafael
Am 5. Oktober befand sich eine tropische Welle an der Westküste Afrikas. Drei Tage später, am 8. Oktober, begann das NHC die tropische Welle zu beobachten. Zu diesem Zeitpunkt befand sie sich auf halbem Wege zwischen Kap Verde und der Küste von Südamerika. Im Laufe der nächsten Tage organisierte sich das System immer besser, sodass Konvektion entstand und die Gewitteraktivität sich gut konzentrierte. Früh am 12. Oktober zog das Gebiet in das östliche Karibische Meer und bewegte sich dabei direkt an St. Lucia vorbei. Später am selben Tag beobachteten die Hurricane Hunters eine geschlossene Zirkulation des Systems, sodass das NHC startete Warnungen zum tropischen Sturm Rafael herauszugeben. Zum Zeitpunkt der Aktualisierung befand sich Rafael etwa 200 km westsüdwestlich von Dominica. Die größte Konvektion konzentrierte sich in diesem Moment auf den Osten und Südosten von Rafael, da in der Nähe von Puerto Rico ein Höhentief lag, das südwestliche Windscherung verursachte. Ein schwacher subtropischer Rücken erlaubte Rafael nach Norden-Nordwesten zu ziehen und sich zu verstärken. Am Morgen des 14. Oktobers wurde beobachtet, dass Rafael nach Nordwesten zog und eine allmählich bessere Zirkulation aufbaute. Als Rafael zum selben Zeitpunkt das Karibische Meer zwischen den Britischen Jungferninseln und Anguilla verließ und in den offenen Atlantik zog, verstärkte sich der schon starke Tropensturm in einen Hurrikan der Kategorie 1. In den Nachmittags- und Abendstunden des 16. Oktobers erreichte Rafael seinen Höhepunkt mit Windgeschwindigkeiten von 150 km/h, als er sich nahe an Bermuda vorbeibewegte. Am 17. Oktober verlor der Sturm langsam an Stärke, als nach und nach schlechte Bedingungen einsetzten. Im Tagesverlauf transformierte sich Rafael in eine außertropische Zyklone, blieb aber dennoch stark und besaß immer noch Hurrikanwinde.
- NHCs Sturmarchiv zu Hurrikan Rafael (englisch)
- NHCs Grafikenarchiv zu Hurrikan Rafael (englisch)
- NHCs Tropical Cyclone Report on Hurricane Rafael (englisch; PDF; 358 kB)

### Hurrikan Sandy
Mitte Oktober bewegte sich eine tropische Welle Richtung Westen in die Karibik. Am 19. Oktober begann das NHC, das Gebiet mit niedrigem Luftdruck im östlichen Karibischen Meer nördlich der Küste von Südamerika zu beobachten. Dieses entwickelte sich sehr rasant, und das NHC konstatierte schon am folgenden Tag eine hohe Chance zur Entstehung einer tropischen Zyklone. Das System konnte sich im Laufe der nächsten Tage langsam organisieren, sodass es am Abend des 21. Oktobers starke Konvektion aufbaute und eine geschlossene Zirkulation bildete. Am 22. Oktober hatte es sich so verstärkt, dass es um 15:00 Uhr UTC mit Zentrum etwa 515 km südlich von Kingston, Jamaika als tropisches Tiefdruckgebiet Achtzehn klassifiziert wurde. Noch am selben Abend wurde bei einem Erkundungsflug der Hurricane Hunters festgestellt, dass die andauernden Winde an der Oberfläche Sturmstärke erreicht hatten und das NHC erklärte das System zu einem tropischen Sturm. Der Sturm erhielt den Namen Sandy. Am folgenden Tag verstärkte sich der Sturm und driftete dabei in nördliche Richtung ab. Im Verlauf des 24. Oktober bildete sich ein Auge, sodass Sandy um 15:00 Uhr UTC zu einem Hurrikan der Kategorie 1 hochgestuft wurde. Zu diesem Zeitpunkt befand sich der Sturm etwa 105 km südlich von Kingston. Um 19:00 Uhr UTC erreichte Sandys Auge die Südküste der Insel mit andauernden Windgeschwindigkeiten von 130 km/h. Nach der Überquerung Jamaikas zog Sandy weiter nordwärts und intensivierte sich rapide, sodass der Hurrikan vor dem Erreichen der kubanischen Küste Provinz Santiago de Cuba sich zum Kategorie-2-Hurrikan verstärkte. Sandys Zentrum traf am frühen Morgen (Ortszeit) des 25. Oktober am Playa Mar Verde, gut zehn Kilometer westlich der Stadt Santiago de Cuba auf Land, überquerte die Insel rasch in nordnordöstlicher Richtung und gelangte bereits fünf Stunden später bei Cabo Lucrecia, Municipio Banes erneut über Wasser. Dabei richtete der Hurrikan in den Provinzen Santiago de Cuba, Guantánamo und Holguín schwere Schäden an. Zahlreiche Dächer wurden abgedeckt, Bäume entwurzelt, Strom- und Telefonmasten umgeknickt. Auch wurden ganze Häuser zerstört. In Santiago brach die Stromversorgung vollständig zusammen. Der Wirbelsturm zog weiter in grob nördlicher Richtung über die Bahamas hinweg. Erst am frühen Morgen des 26. Oktobers schwächte sich Sandy ab und wurde aufgrund ihres nur noch schlecht sichtbaren Auges nordöstlich der Bahamas in einen Kategorie-1-Hurrikan abgestuft. Der Hurrikan wurde immer unorganisierter und schwächte sich am 27. Oktober um 09:00 Uhr UTC zu einem starken tropischen Sturm ab, konnte sich aber nur ein paar Stunden später wieder zu einem Hurrikan intensivieren. Am 29. Oktober 2012 traf das extreme Windfeld Sandys auf die Ostküste der Vereinigten Staaten. Das Zentrum des Wirbelsturms erreichte in der Nähe von Atlantic City in New Jersey die Küste, doch lagen im Bereich der sturmstarken Winde auch Boston, New York City und Washington, D.C./Baltimore. In mehreren US-Bundesstaaten riefen die Gouverneure den Notstand aus. In New York wurde die Evakuierung von niedrig gelegener Stadtteilen in Manhattan und Brooklyn angeordnet, wovon 375.000 Einwohner betroffen waren. Zudem wurde der Hafen geschlossen. Eingestellt wurden der öffentliche Nahverkehr und zahlreiche Verbindungen von Amtrak in der Region. Der Börsenhandel an der Wallstreet wurde eingestellt. Präsident Barack Obama sagte alle Wahlkampfveranstaltungen ab und blieb in Washington, D.C.
Vielerorts kam es zu schweren Schäden. In bis zu 7,5 Mio. Haushalten fiel der Strom aus, in New York knickte ein Baukran um und Stromumspannwerke explodierten. Im Stadtteil Queens brach ein Brand aus. Die U-Bahn wurde stellenweise geflutet und Straßen waren blockiert. Eine Sturmflut von bis zu 4 m Höhe setzte weite Teile Manhattans unter Wasser. Im Atlantik sank das Filmschiff Bounty durch den Sturm, eine Frau starb und 14 Menschen wurden gerettet. Der Kapitän wird noch vermisst. In Verbindung mit Sandy sind in der Karibik sowie in Nordamerika mindestens 285 Menschen getötet worden.
- NHCs Sturmarchiv zu Hurrikan Sandy (englisch)
- NHCs Grafikenarchiv zu Hurrikan Sandy (englisch)
- NHCs Tropical Cyclone Report on Hurricane Sandy (englisch; PDF; 14,8 MB)

### Tropischer Sturm Tony
Am 19. Oktober begann das NHC ein Gebiet von Schauern und Gewittern zu beobachten, das sich östlich-nordöstlich der Inseln über dem Winde befand. Im Laufe des nächsten Tages blieb das System aber noch sehr unorganisiert und hatte nur wenig Konvektion und Schauer- und Gewitteraktivität. Dies änderte sich jedoch am 21. Oktober, als das Gebiet eine schwache Zirkulation bildete und das NHC eine mittlere Chance zur Entwicklung eines tropischen Tiefs sah. Am folgenden Tag hatte sich das System dann soweit organisiert, dass es um 21:00 Uhr UTC als tropisches Tiefdruckgebiet Neunzehn klassifiziert wurde. Dieses konnte sich am 23. Oktober allerdings nur wenig organisieren und blieb unter der Sturmstärke. Als das Tiefdruckgebiet am 24. Oktober aber eine Zirkulation aufbaute, aktualisierte das NHC es um 03:00 Uhr UTC zum tropischen Sturm Tony. Dieser konnte sich schnell intensivieren, so dass er bereits am selben Tag seinen Höhepunkt mit Windgeschwindigkeiten von 85 km/h und einem minimalen Luftdruck von 1000 hPa erreichte. Nach dem Höhepunkt schwächte sich Tony allerdings wegen schlechter Bedingungen rasch wieder ab und wurde am Abend des 25. Oktobers südwestlich der Azoren außertropisch.
- NHCs Sturmarchiv zu Tropensturm Tony (englisch)
- NHCs Grafikenarchiv zu Tropensturm Tony (englisch)
- NHCs Tropical Cyclone Report on Tropical Storm Tony (englisch; PDF; 178 kB)